# Ailloncourt
Ailloncourt é uma comuna francesa na região administrativa de Borgonha-Franco-Condado, no departamento de Alto Sona. Estende-se por uma área de 9,29 km². Em 2010 a comuna tinha 309 habitantes (densidade: 33,3 hab./km²).